# Caldazinha
Caldazinha este un oraș în Goiás (GO), Brazilia.